# Crisanto Bosch
Crisanto Bosch (Barcelona, 26 de dezembro de 1907 — Barcelona, 13 de abril de 1981) foi um futebolista espanhol. Ele competiu na Copa do Mundo FIFA de 1934, sediada na Itália, na qual a seleção de seu país terminou na quinta colocação dentre os 16 participantes.